# Cantón de Anse-Bertrand
El cantón de Anse-Bertrand era una división administrativa francesa, que estaba situada en el departamento de Guadalupe y la región de Guadalupe.

## Composición
El cantón estaba formado por dos comunas:
- Anse-Bertrand
- Port-Louis

## Supresión del cantón de Anse-Bertrand
En aplicación del Decreto nº 2014-235 de 24 de febrero de 2014, el cantón de Anse-Bertrand fue suprimido el 22 de marzo de 2015 y sus 2 comunas pasaron a formar parte del nuevo cantón de Petit-Canal.